# Immetalia leucomelas
Immetalia leucomelas är en fjärilsart som beskrevs av Jordan 1912. Immetalia leucomelas ingår i släktet Immetalia och familjen nattflyn. Inga underarter finns listade i Catalogue of Life.